# Table des caractères Unicode/U1B100
Cette page contient des caractères spéciaux ou non latins. S’ils s’affichent mal (▯, ?, etc.), consultez la page d’aide Unicode.
Table des caractères Unicode U+1B100 à U+1B12F (110 848 à 110 895 en décimal).

## Kana étendu – A(Unicode 10.0 à 14.0)
Contient des caractères syllabiques hentaigana (hiragana non standards) pour la transcription phonétique japonaise de mots empruntés à d’autres langues, où le syllabaire hiragana moderne est insuffisant à montrer les distinctions nécessaires, comme les distinctions de tons ; ces hentaigana sont des formes simplifiées par l’écriture cursive de sinogrammes kanji traditionnels (la table ci-dessous les indique au survol). Des hentaigana supplémentaires sont codés dans le bloc Kana – suppléments. Ce bloc contient également quelques caractères archaïques qui viennent compléter les syllabaires hiragana et katakana, utilisés dans d’anciens textes japonais.

### Table des caractères
| en fr   | 0  | 1  | 2  | 3  | 4  | 5  | 6  | 7  | 8  | 9  | A  | B  | C  | D  | E  | F  |
| ------- | -- | -- | -- | -- | -- | -- | -- | -- | -- | -- | -- | -- | -- | -- | -- | -- |
| U+1B100 | 𛄀 | 𛄁 | 𛄂 | 𛄃 | 𛄄 | 𛄅 | 𛄆 | 𛄇 | 𛄈 | 𛄉 | 𛄊 | 𛄋 | 𛄌 | 𛄍 | 𛄎 | 𛄏 |
| U+1B110 | 𛄐 | 𛄑 | 𛄒 | 𛄓 | 𛄔 | 𛄕 | 𛄖 | 𛄗 | 𛄘 | 𛄙 | 𛄚 | 𛄛 | 𛄜 | 𛄝 | 𛄞 | 𛄟 |
| U+1B120 | 𛄠 | 𛄡 | 𛄢 |    |    |    |    |    |    |    |    |    |    |    |    |    |

### Version initiale Unicode 10.0
| v · d · m | 0  | 1  | 2  | 3  | 4  | 5  | 6  | 7  | 8  | 9  | A  | B  | C  | D  | E  | F  |
| --------- | -- | -- | -- | -- | -- | -- | -- | -- | -- | -- | -- | -- | -- | -- | -- | -- |
| U+1B100   | 𛄀 | 𛄁 | 𛄂 | 𛄃 | 𛄄 | 𛄅 | 𛄆 | 𛄇 | 𛄈 | 𛄉 | 𛄊 | 𛄋 | 𛄌 | 𛄍 | 𛄎 | 𛄏 |
| U+1B110   | 𛄐 | 𛄑 | 𛄒 | 𛄓 | 𛄔 | 𛄕 | 𛄖 | 𛄗 | 𛄘 | 𛄙 | 𛄚 | 𛄛 | 𛄜 | 𛄝 | 𛄞 |    |
| U+1B120   |    |    |    |    |    |    |    |    |    |    |    |    |    |    |    |    |

### Compléments Unicode 14.0
| v · d · m | 0  | 1  | 2  | 3 | 4 | 5 | 6 | 7 | 8 | 9 | A | B | C | D | E | F  |
| --------- | -- | -- | -- | - | - | - | - | - | - | - | - | - | - | - | - | -- |
| U+1B110   |    |    |    |   |   |   |   |   |   |   |   |   |   |   |   | 𛄟 |
| U+1B120   | 𛄠 | 𛄡 | 𛄢 |   |   |   |   |   |   |   |   |   |   |   |   |    |